# アルバーノ・ディ・ルカーニア
アルバーノ・ディ・ルカーニア（イタリア語: Albano di Lucania）は、イタリア共和国バジリカータ州ポテンツァ県にある、人口約1,400人の基礎自治体（コムーネ）。

## 地理

### 位置・広がり

#### 隣接コムーネ
隣接するコムーネは以下の通り。括弧内のMTはマテーラ県所属を示す。
- ブリンディジ・モンターニャ
- カルチャーノ (MT)
- カンポマッジョーレ
- カステルメッツァーノ
- ピエトラペルトーザ
- サン・キーリコ・ヌオーヴォ
- トルヴェ
- トリカーリコ (MT)
- トリヴィーニョ
- ヴァーリオ・バジリカータ